# Saint-Chély-d’Apcher
Saint-Chély-d’Apcher (okcitán nyelven Sant-Chély-d’Apcher) egy város Franciaország déli részén, Languedoc-Roussillon régióban, Lozère megyében.

## Fekvése
Saint-Chély-d’Apcher Felső-Gévaudan szívében fekszik, a Margeride-hegység lábánál. a Chapouillet-patak völgyében. Mende-tól 48 km-re északnyugatra, Marvejolstól 34 km-re északra, 993 m magasan fekszik. Közigazgatásilag hozzátartozik Chandaison, les Clauzes, Espouzolles, Fosses és Moulin de la Griffette. Közelében halad el az A75-ös (Párizst Montpellier-vel összekötő) autópálya. Vasútállomás a Saint-Flour-Béziers vonalon. A község területének 18%-át (505 hektár) borítja erdő
Közigazgatásilag határos délről Les Bessons és Rimeize, délnyugatról La Fage-Saint-Julien, északnyugatról Les Monts-Verts, északról Albaret-Sainte-Marie és Blavignac, keletről Saint-Pierre-le-Vieux és Prunières községekkel határos.

## Történelem
Saint-Chély a kora középkorban, a meroving időkben keletkezett, amikor Mende-i Szent Hilár, Gévaudan püspöke templomot építtetett itt. A település neve is a szent nevének eltorzításával keletkezett. Az Apcher utótag arra a középkori báróságra utal, melyhez tartozott (székhelye a közeli Tour Apcher-ben volt). A templom maradványai ma is láthatóak a városi temetőben.
A százéves háború folyamán, 1363-ban a várost lakói sikeresen védték az ostromló angoloktól. Ekkor keletkezett a város lakóinak neve (barabans) a "szuronyt szegezz" (barres an avant) felkiáltásból. A francia forradalom alatt nevét megváltoztatták Roche-Libre-re, de később visszakapta eredeti nevét.
A mai község 1851-ben jött létre a város (Saint-Chély-Ville) és a szomszédos Saint-Chély-Forain községek egyesítésével. Napjainkban Saint-Chély Lozère nehézipari központja vas- és acélkohászata révén. A kohóüzemet az első világháború alatt létesítették, 1964-ben 933, 1994-ben pedig 210 dolgozója volt.

### Demográfia
| Év   | Lakosság |
| ---- | -------- |
| 1793 | 1380     |
| 1851 | 1785     |
| 1876 | 2054     |
| 1901 | 1971     |
| 1936 | 2877     |

| Év   | Lakosság |
| ---- | -------- |
| 1946 | 3205     |
| 1954 | 3900     |
| 1962 | 4757     |
| 1968 | 5016     |

| Év   | Lakosság |
| ---- | -------- |
| 1975 | 4624     |
| 1982 | 4726     |
| 1990 | 4570     |
| 1999 | 4316     |
| 2010 | 4323     |

## Látnivalók
- Harangtorony (Donjon) - sokáig várbörtönként funkcionált, a 13-14. század fordulóján építették. 1819-ben alakították át harangtoronnyá.
- Notre-Dame-templom - 1523-1547 között épült. Érdekessége, hogy nincs harangtornya.
- Vaskohászati múzeum (1990 óta működik, a város kohászati hagyományait mutatja be).
- Aniers-kút (a legrégebbi kút a városban).
- La croix des Anglais - az ősi kőkereszt a százéves háború emlékét őrzi.
- Bonnet-ház - a legrégebbi fennmaradt lakóház a városban. Ma történeti kiállításnak ad otthont.
- Notre Dame Protectrice-kápolna - 1850-ben épült.
- Lepkemúzeum

## Képtár

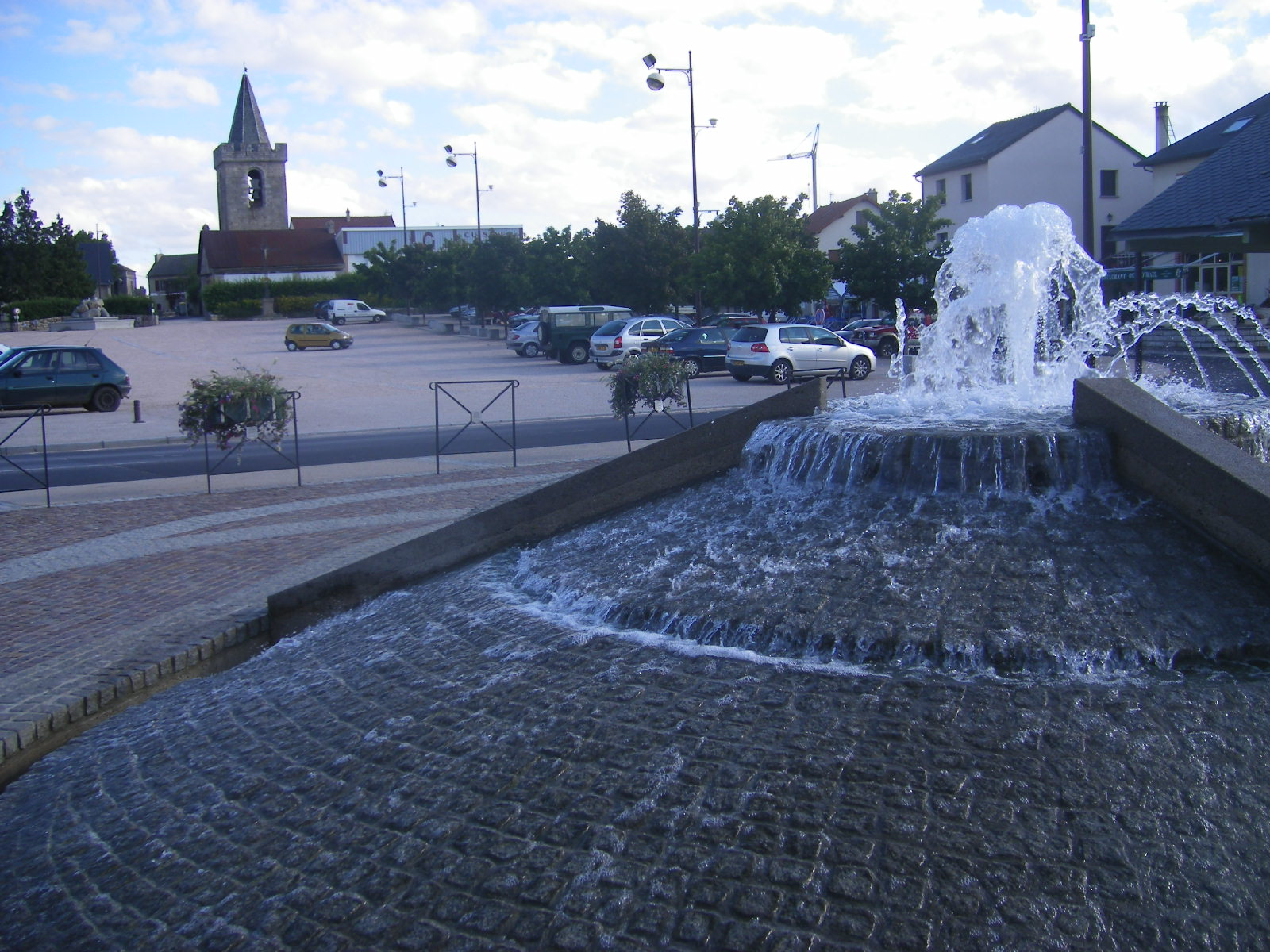
Place du Foirail
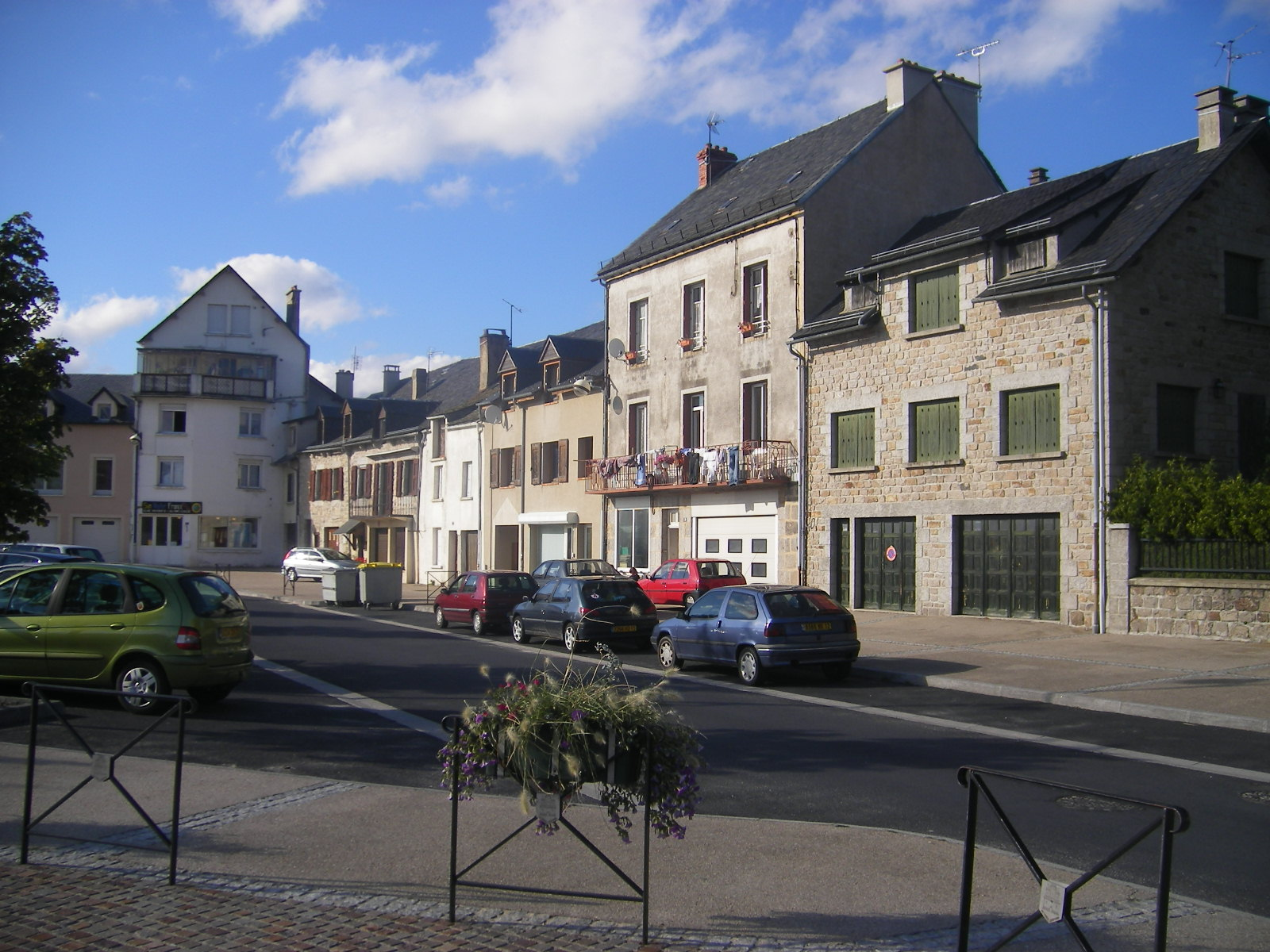
Place du Foirail
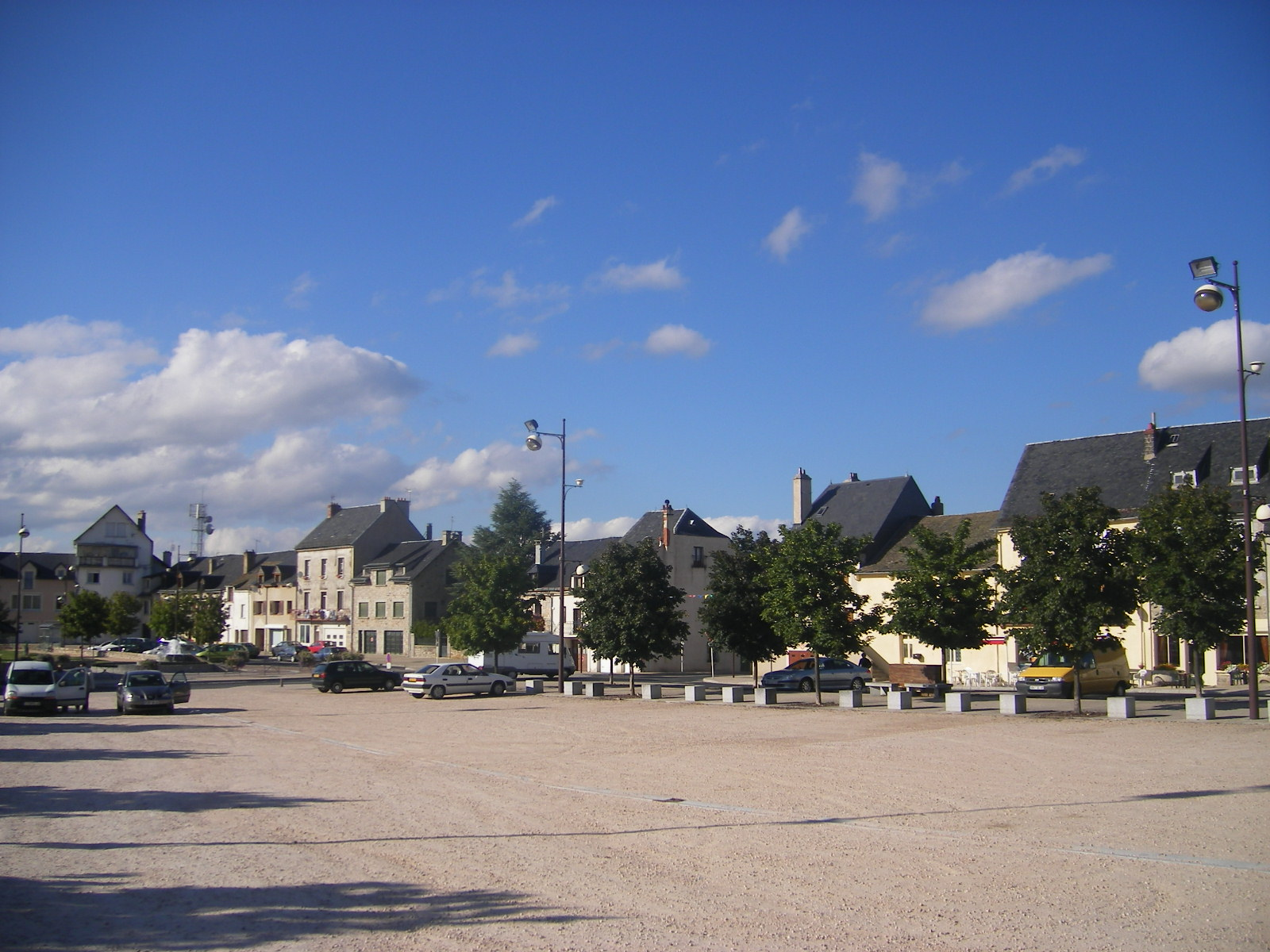
Place du Foirail
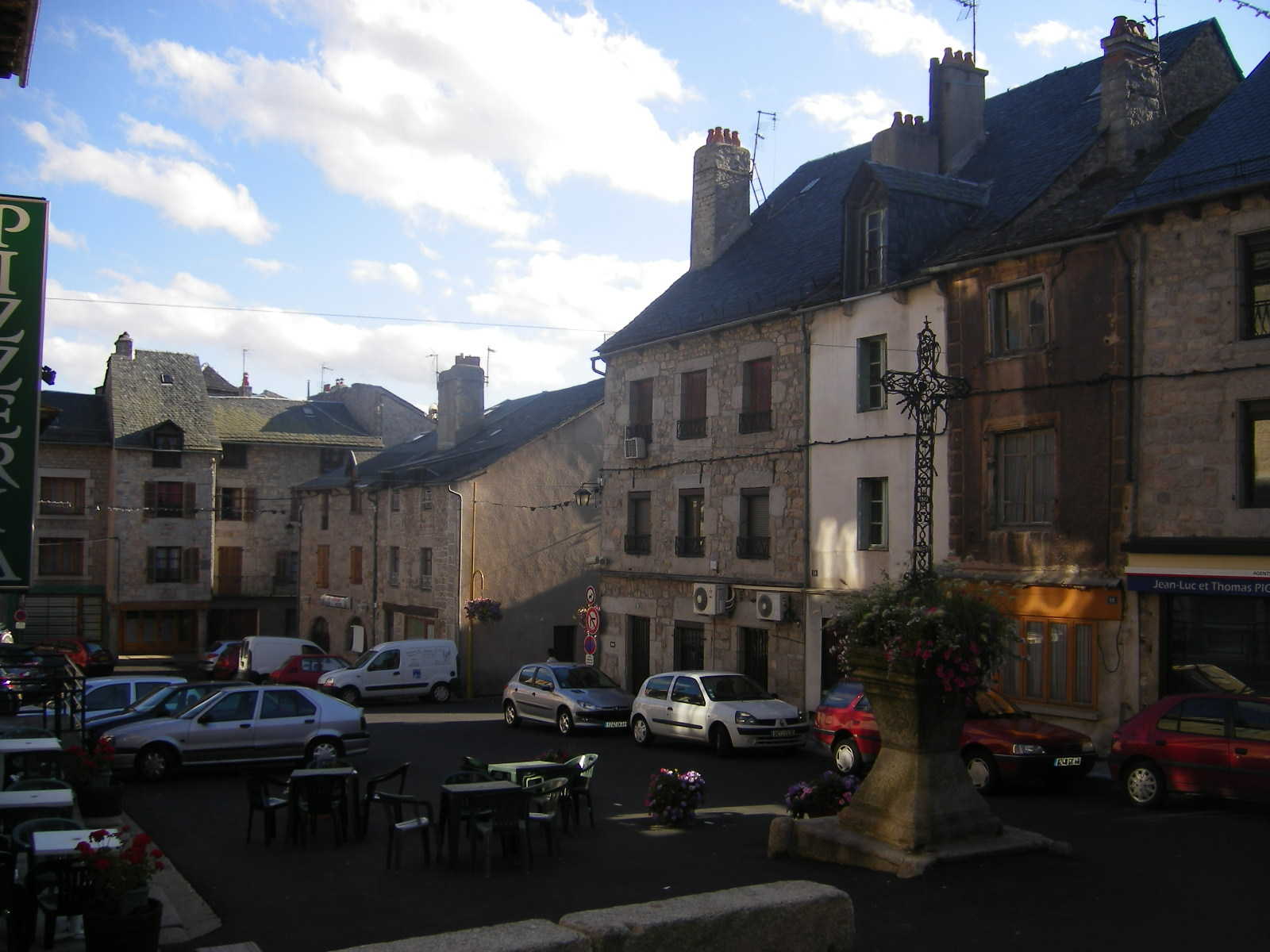
A Notre-Dame-templom előtti tér
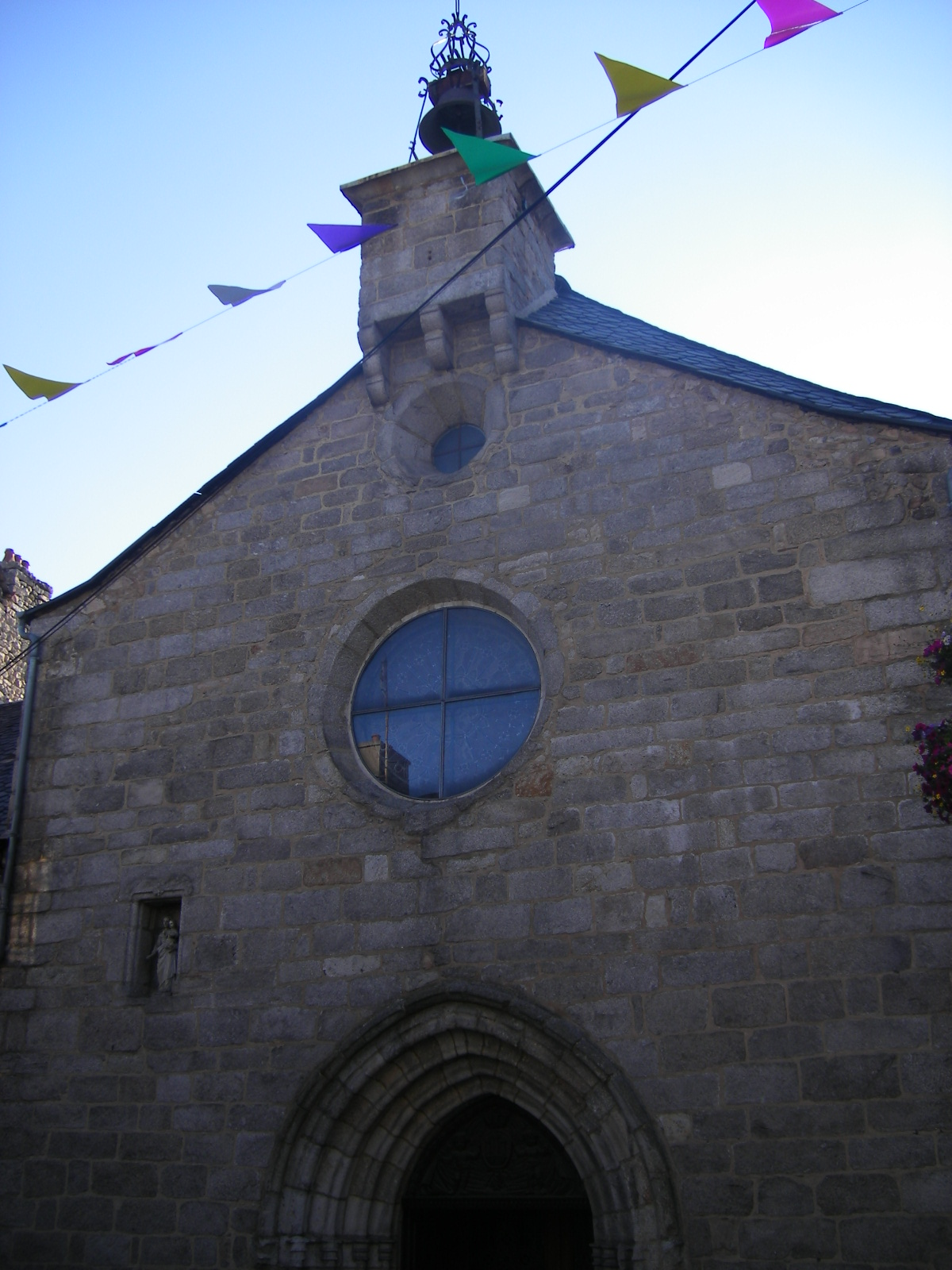
Notre-Dame-templom
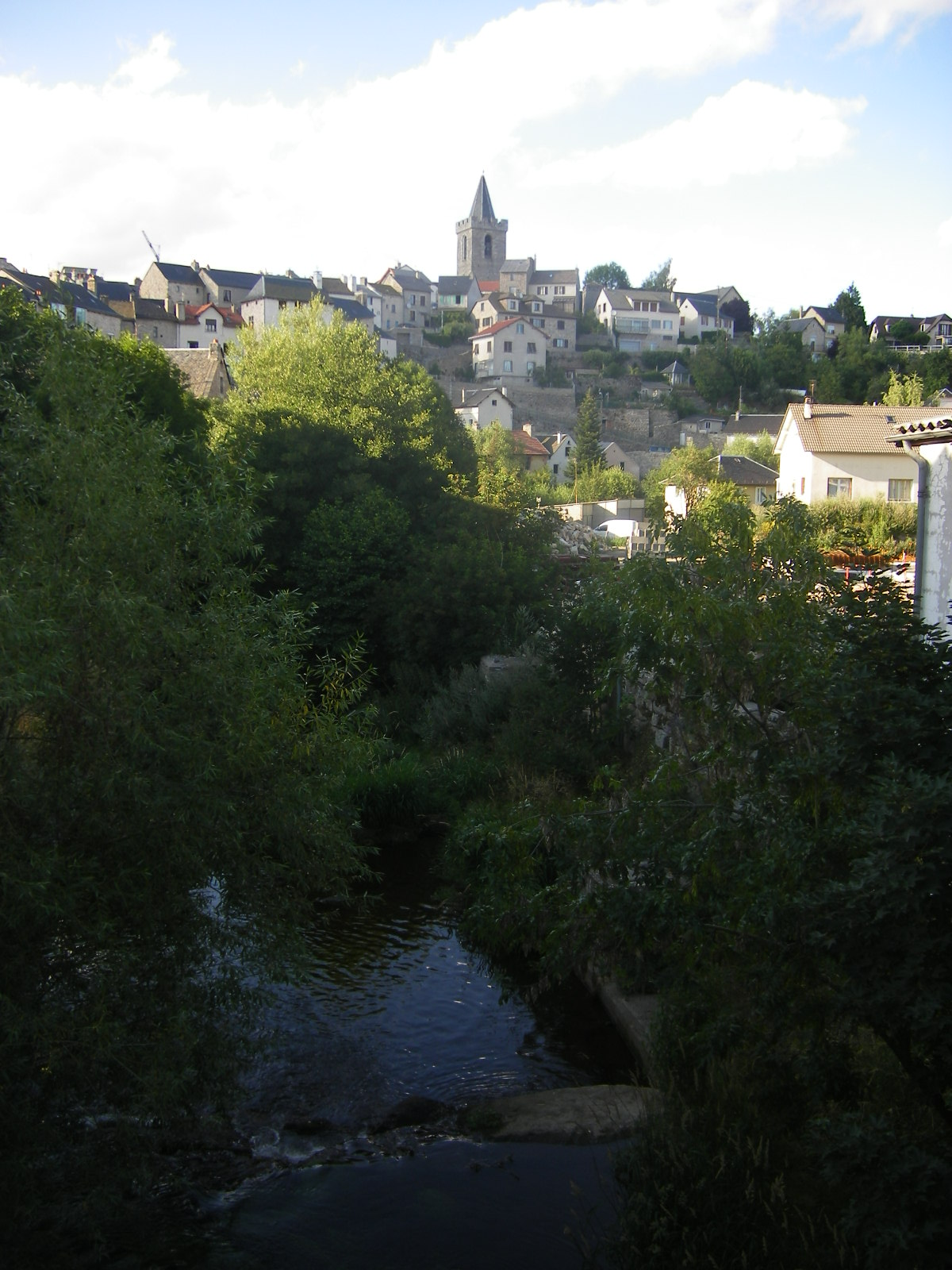
Saint-Chély-d’Apcher látképe
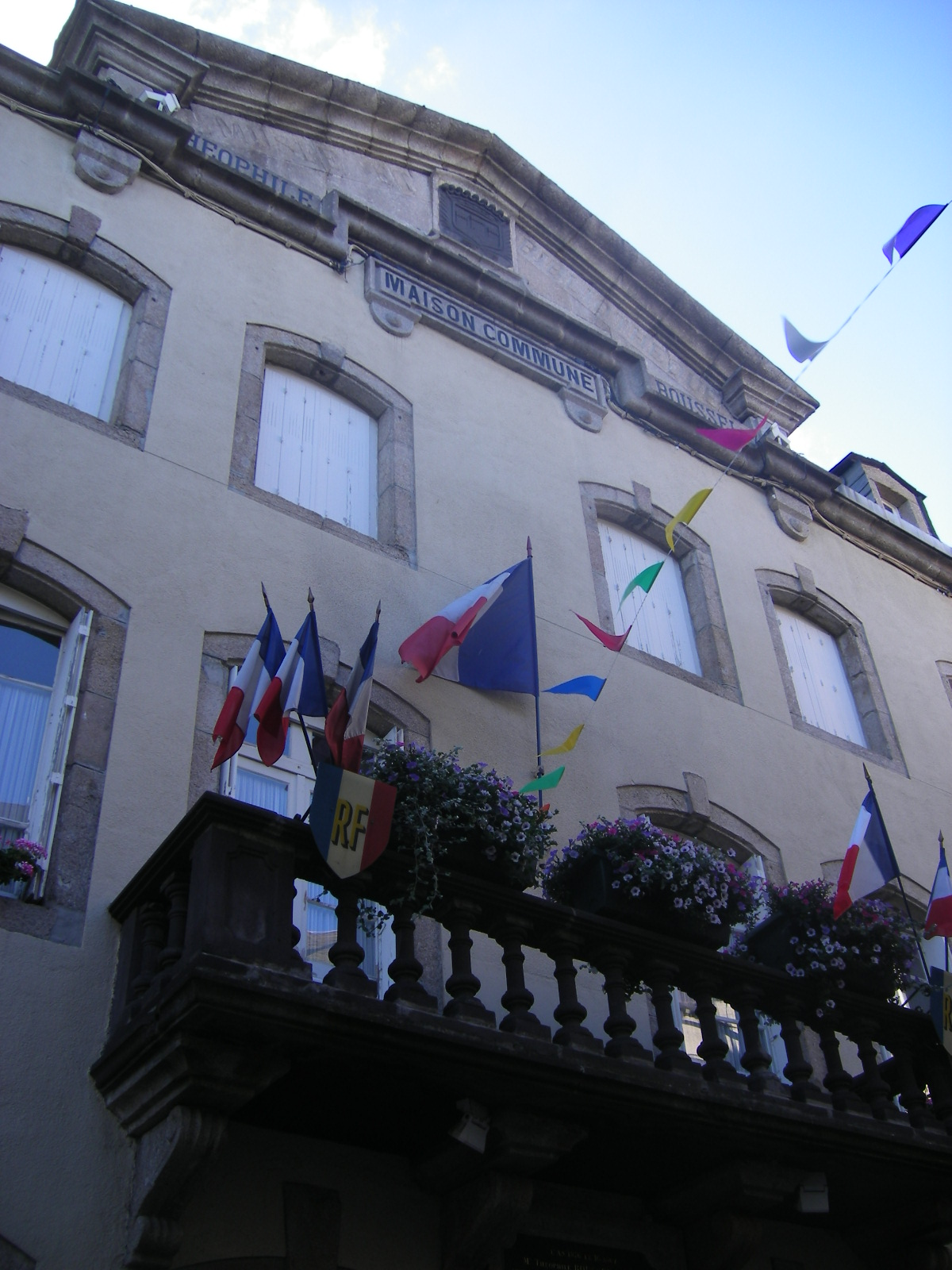
Városháza

## Híres emberek
- Théophile Roussel (1816-1903) - orvos és politikus, Lozère nemzetgyűlési képviselője és az antialkoholista mozgalom vezetője a 19. század második felében a városban született.

## Testvérváros
- Tadcaster, Egyesült Királyság

## Kapcsolódó szócikk
- Lozère megye községei